# Acianthera magalhanesii
Acianthera magalhanesii là một loài thực vật có hoa trong họ Lan. Loài này được (Pabst) F.Barros mô tả khoa học đầu tiên năm 2003.

## Hình ảnh

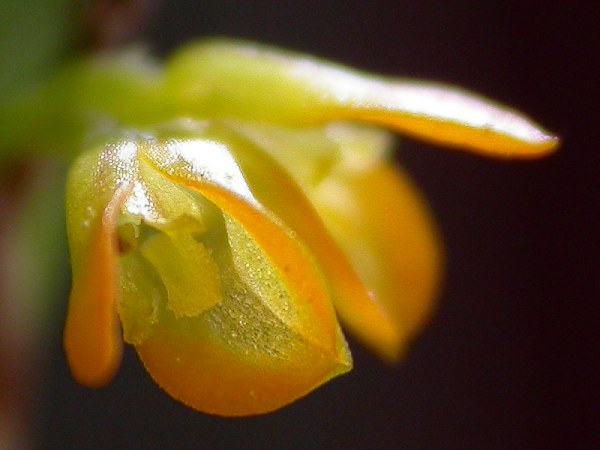
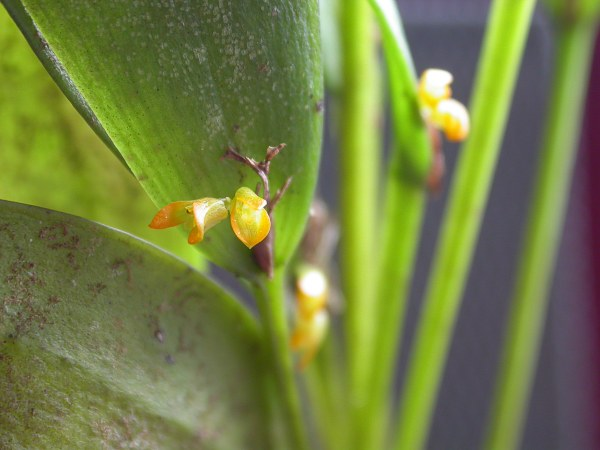
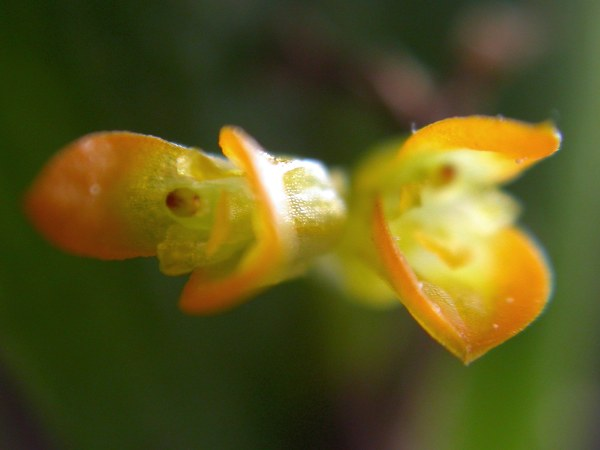
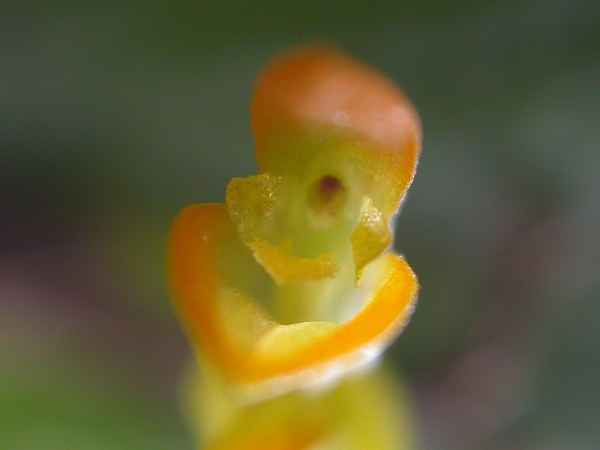